# Barcode
Barcode va ser un grup danès de hardcore d'Aarhus. Era la banda del guitarrista Jacob Bredahl, que també va ser el cantant principal de Hatesphere des del 1997 fins al 2007.

## Història
La banda es va formar el 1995 i va publicar la seva primera maqueta un any després. L'àlbum de debut, Hard Jet Super Flash, es va publicar el 1997 i després de l'enregistrament del segon treball, Beerserk (1999), Barcode va fer una gira europea amb Madball.
Ell segell discogràfic Nuclear Blast va publicar-ne el quart àlbum, Showdown, el 2005. El darrer àlbum, Ahead of the Game, va ser publicat el desembre de 2006 amb el segell italià Scarlet Records i compta amb Lou Koller de Sick of It All com a cantant convidat.

## Discografia
- 1996: Demo
- 1997: Hard Jet Super Flash (Diehard Music Worldwide, RRS)
- 1999: Beerserk (Hardboiled)
- 2002: Hardcore (Hardboiled)[5]
- 2002: Ciaff Vs Barcode (EP compartit amb Ciaff, Nocturnal Music)
- 2005: Showdown (Nuclear Blast)
- 2006: Ahead of the Game (Scarlet)